# Alfred G. Knudson
Alfred George Knudson, Jr. M.D., Ph.D. (Los Ángeles, California, 9 de agosto de 1922-Filadelfia, Pensilvania, 10 de julio de 2016) fue un genetista estadounidense especializado en genética del cáncer. Una de sus muchas contribuciones en ese campo fue la formulación de la Hipótesis de Knudson en 1971, la cual explica los efectos de la mutación sobre la carcinogénesis (el desarrollo del cáncer). 
Es autor de más de un centenar de publicaciones sobre el cáncer: supresión tumoral, análisis metagenómicos, mutaciones genéticas o sobre objetivos terapéuticos para el tratamiento del cáncer.

## Vida y carrera
Knudson nació en Los Ángeles en 1922. Recibió su B.S. (Bachelor of Science) del Instituto de Tecnología de California en 1944, su M.D (Doctor en Medicina) en la Universidad de Columbia en el año de 1947 y su  Ph.D. (Philosophiæ doctor) del Instituto de Tecnología de California en 1956. Mantuvo una Beca Guggenheim desde 1953 hasta 1954. Recibió el Premio Kyoto de Ciencias Básicas en 2004.
Knudson falleció el 10 de julio de 2016 en su casa de Filadelfia, tras una larga enfermedad, a los 93 años de edad.

## Honores y premios
Recibió numerosos premios y doctorados honorarios por su trabajo, siendo el más prominente el Premio Albert Lasker por Investigación Médica Clínica en 1998.